# 麦克内尔陨石坑

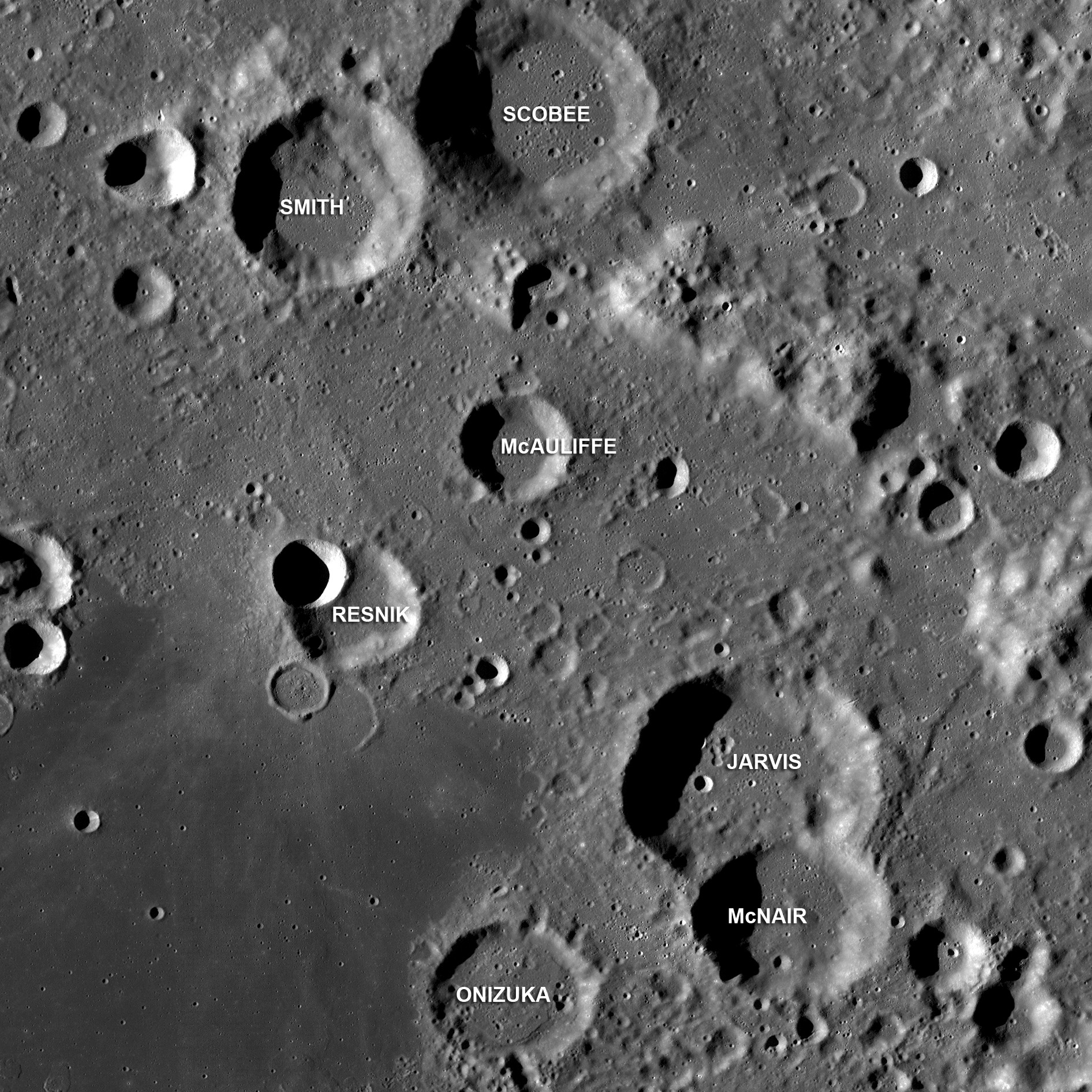
麦克内尔陨石坑的周边，月球勘测轨道飞行器拍摄。

麦克内尔陨石坑（McNair）是月球背面位于巨大的阿波罗环形山坑底东部的一座小撞击坑，其名称取自在1986年挑战者号航天飞机失事中罹难的美国宇航局非裔宇航员罗纳德·欧文·麦克内尔（1950年－1986年），1988年被国际天文学联合会批准接受。

## 描述
该陨坑位于阿波罗环形山内环里东部，北面部分重叠在贾维斯陨石坑上，西南靠近鬼冢承次陨石坑、在它的东面和南面分别坐落了较大的洛弗尔陨石坑和博尔曼环形山。该陨坑中心月面坐标为35°56′S 147°57′W / 35.93°S 147.95°W，直径32.02公里，深度约2.05公里。
麦克内尔陨石坑是一座圆碗状的撞击坑，坑壁已有所磨损，沿南侧壁沿覆盖有数座细小的撞击坑，西南偏西壁上凿刻出一道狭窄的切槽，北侧坑壁上一处宽阔的裂口将它与贾维斯陨石坑坑底连接在一起。陨坑内侧壁平整，坑壁最大高出周边地形940米，内部容积约715公里3。坑内地表较为平坦，表面散布有一些细小的撞击坑，靠西北坑底可见到一座废墟坑的残迹，中心点附近坐落了一座低矮的长条形山丘。
在1988年被国际天文学联合会更名前，该陨坑曾被称作卫星坑博尔曼 A（所谓的“卫星坑标记法”：以所靠近的主坑名+字母来命名）。

## 另请参阅
- Andersson, L. E.; Whitaker, E. A. . NASA RP-1097. 1982.
- Blue, Jennifer. . USGS. July 25, 2007  [2007-08-05]. （原始内容存档于2019-12-05）.
- Bussey, B.; Spudis, P. . New York: Cambridge University Press. 2004. ISBN 978-0-521-81528-4.
- Cocks, Elijah E.; Cocks, Josiah C. . Tudor Publishers. 1995. ISBN 978-0-936389-27-1.
- McDowell, Jonathan. . Jonathan's Space Report. July 15, 2007  [2007-10-24]. （原始内容存档于2019-06-21）.
- Menzel, D. H.; Minnaert, M.; Levin, B.; Dollfus, A.; Bell, B. . Space Science Reviews. 1971, 12 (2): 136–186. Bibcode:1971SSRv...12..136M. doi:10.1007/BF00171763.
- Moore, Patrick. . Sterling Publishing Co. 2001. ISBN 978-0-304-35469-6.
- Price, Fred W. . Cambridge University Press. 1988. ISBN 978-0-521-33500-3.
- Rükl, Antonín. . Kalmbach Books. 1990. ISBN 978-0-913135-17-4.
- Webb, Rev. T. W.  6th revised. Dover. 1962. ISBN 978-0-486-20917-3.
- Whitaker, Ewen A. . Cambridge University Press. 1999. ISBN 978-0-521-62248-6.
- Wlasuk, Peter T. . Springer. 2000. ISBN 978-1-85233-193-1.